# Резерват (филм)
„Резерват“ е българско-унгарски  игрален филм (драма) от 1990 година на режисьора Едуард Захариев, по сценарий на Пламен Масларов, Едуард Захариев и Рафаел Михайлов (стихове). Оператор е Радослав Спасов. Създаден е по романа „Бракониери“ на Трифон Йосифов.. Музиката във филма е композирана от Кирил Дончев, Люк льо Масне.

## Сюжет
Действието се развива в закътан в дебрите на планината резерват, в който се въдят муфлони. Негов основател е бащата на Боян. Навремето той е искал да спаси от унищожение красивата местност, като не е разрешил да се построи завод за целулоза. Когато резерватът се превръща в място за лов и забавления на началствата, този човек умира при загадъчни обстоятелства. След години тук постъпва на работа неговият син. Той започва да търси виновника за смъртта на баща си и изтребването на муфлоните. Но тези, които дърпат конците, предприемат нов опит за убийство. Този път жертва става Боян...

## Актьорски състав
- Георги Стайков – Боян
- Евелина Борисова – Марина
- Ицхак Финци – Васил
- Стойчо Мазгалов – Дяко
- Богдан Глишев – Генчев
- Васил Димитров – Милев
- Николай Латев – Митьо
- Маргарита Карамитева – Чистачката
- Соня Маркова – Дима
- Виктор Ангелов
- Севделин Попов
- Атанас Делигеров
- Елена Бъчварова
- Петко Диков
- Кирил Ковачев
- Калчо Калчев
- Тодор Георгиев
- Димитър Ангелов
- Иван Андреев
- Георги Кодов
- Спас Захариев
- Тодор Титиринов
- Йордан Нейчев
- Нешо Караджийски
- Койчо Койчев